# 無線局免許手続規則
無線局免許手続規則（むせんきょくめんきょてつづききそく、昭和25年11月30日電波監理委員会規則第15号））は、電波法に基づき無線局の免許・登録および高周波利用設備の許可に関する手続きについて定めることを目的とする規則である。

## 構成
2025年（令和7年）5月20日現在
第1章 総則
第2章 無線局の免許手続
　第1節 免許の附与までの手続
　第1節の2 無線局の簡易な免許手続
　第2節 再免許の手続
　第2節の2 免許の承継の手続
　第2節の3 特定無線局の免許手続の特例
　第2節の4 アマチュア局の様式の特例
　第3節 免許状
第3章 無線局の免許後の手続
第4章 特定基地局の開設計画の認定の手続
第5章 無線局の登録手続
　第1節 登録までの手続
　第2節 再登録の手続
　第3節 登録の承継の手続
　第4節 包括登録の手続
　第5節 登録状
　第6節 登録後の手続
第5章 無線局の登録手続
第5章の2 無線設備等保守規程の認証の手続
第6章 許可の手続
　第1節 高周波利用設備の許可手続
　第2節 外国の無線局等の運用の許可手続
第7章 無線局の運用等の特例に係る手続
第8章 雑則
附則

## 概要
本規則は無線局に対する免許や登録、高周波利用設備に対する許可の手続きについて規定している。
1950年（昭和25年）の制定当初は、予備免許を取得し試験電波の発射などを経てから免許が交付される、二段階の免許であった。
高周波利用設備の許可についても規定された。
1958年（昭和33年）には、無線機の品質向上や無線局のニーズの増大に伴い予備免許を要しない簡易な免許手続の制度が定められた。
1997年（平成9年）には、特定無線局による包括免許が制度化された。
2005年（平成17年）には、登録局について規定された。
2018年（平成30年）には、航空機局等の免許人が、無線局の保守の実施状況や不具合状況を毎年報告を行うことにより、定期検査の周期を最大5年とすることができる無線設備等保守規程が制度化された。
別表には無線局免許状・無線局登録状・高周波利用設備許可状や無線局免許申請書・工事設計書などの様式が規定されている。

## 沿革
1950年（昭和25年）- 昭和25年電波監理委員会規則第4号として制定、当初の構成は次のとおり。
第1章 総則
第2章 無線局の免許手続
　第1節 免許の附与までの手続
　第2節 再免許の手続
　第3節 免許状
第3章 無線局の免許後の手続
第4章 高周波利用設備の許可手続
附則
- 無線局免許状の様式は、放送局、その他の陸上の無線局、船舶局の三種類で縦書きであった。

1952年（昭和27年）- 電波監理委員会は廃止され郵政省に統合
- 郵政省設置法の一部改正に伴う関係法令の整理に関する法律[2]による電波法改正附則第3項により郵政省令となる。

1953年（昭和28年）- 昭和28年郵政省令第58号による一部改正
- 無線局免許状の様式に航空機局のものが加わり四種類となった。
  - 以後、様式は増加傾向にあった。

1958年（昭和33年）- 昭和33年郵政省令第27号による一部改正
- 簡易な免許手続の制度が定められた。

1960年（昭和35年）- 昭和35年郵政省令第8号による一部改正
- 無線局免許状の様式が横書きにかわった。

1961年（昭和36年）- 昭和36年郵政省令第13号による一部改正
- 無線局事項書、工事設計書などの様式が全面改正され、横書きにかわった。

1971年（昭和46年）- 昭和46年郵政省令第9号による一部改正
- 一部の無線局について、免許の権限が郵政大臣から地方電波監理局長（現総合通信局長）へ委任された。
  - 以後、委任される無線局の種別は順次、増加している。

1972年（昭和47年）- 昭和46年郵政省令第14号による一部改正
- 無線局事項書、工事設計書などの様式が全面改正され、日本工業規格A列によるとされた。

1996年（平成8年）- 平成8年郵政省令第21号による一部改正
- 十数種類あった無線局免許状の様式は、放送局、放送局・パーソナル無線・アマチュア局以外の無線局、パーソナル無線、アマチュア局の四種類に簡素化された。

1997年（平成9年）- 平成9年郵政省令第73号による一部改正
- 特定無線局の免許手続の特例および外国の無線局の運用の許可手続が規定された。
  - 無線局免許状の様式は、放送局、放送局・パーソナル無線・アマチュア局以外の無線局、パーソナル無線、アマチュア局、特定無線局の五種類となった。

1998年（平成10年）- 平成10年郵政省令第12号による一部改正
- 無線局事項書、工事設計書の様式が全面改正され、無線局の種別、無線設備などのコードが規定された。また、電磁的記録（フロッピーディスク）による書類の提出が規定された。
  - コードは、後に告示に規定することになったものもある。

2000年（平成12年）- 平成12年郵政省令第70号による一部改正
- 特定基地局制度化により、開設の計画認定について規定された。

2001年（平成13年）- 中央省庁再編で郵政省は廃止され総務省を設置
- 中央省庁等改革関係法施行法[3]第193条により電波法本則にある郵政省令は総務省令とされ、同法第1304条第1項および中央省庁等改革のための郵政省関係省令の整備に関する省令[4]第15条により総務省令となる。

2004年（平成16年）
- 平成16年総務省令第58号による一部改正
  - インターネットによる免許申請制度が導入された。
- 平成16年総務省令第134号による一部改正
  - 無線局事項書、工事設計書の様式が全面改正された。

2005年（平成17年）- 平成17年総務省令第83号による一部改正
- 登録局に関する手続が規定された。

2008年（平成20年）- 平成20年総務省令第32号による一部改正
- 無線局の運用の特例に係る手続が規定された。

2011年（平成23年）- 平成23年総務省令第65号による一部改正
- 無線局免許状の様式は、基幹放送局、基幹放送局・パーソナル無線・アマチュア局以外の無線局、パーソナル無線、アマチュア局、特定無線局の五種類となった。

2018年（平成30年）
- 平成30年総務省令第4号による一部改正
  - フロッピーディスクによる書類の提出の規定が廃止された。
- 平成30年総務省令第51号による一部改正
  - 無線設備等保守規程が制度化された。

2019年（平成31年）- 平成30年総務省令第58号による一部改正の施行
- 無線局免許状の様式は、基幹放送局、アマチュア局、基幹放送局・アマチュア局以外の無線局、特定無線局の四種類となった。
- 無線局事項書や工事設計書などの様式が全面改正されるとともに、従前に様式が規定されていなかった文書についても追加された。

2023年（令和5年）
- 令和5年総務省令第17号による一部改正
  - アマチュア局の免許についての特例が規定された。
- 令和5年総務省令第29号による一部改正
  - 無線局免許状等のスキャナ読取りによる保存が備付けに代わるものとされた。